# Погвиздув (Мехувский повет)
Погви́здув (пол. Pogwizdów) — село в Польше в сельской гмине Харшница Мехувского повета Малопольского воеводства.
Село располагается в 4 км от административного центра гмины села Мехув-Харшница, в 12 км от административного центра повета города Мехув и в 42 км от административного центра воеводства города Краков.
Около села с западной стороны протекает река Унеювка, которая является притоком реки Пилицы.
В 1975—1998 годах село входило в состав Келецкого воеводства.